# Oreobates ibischi
Oreobates ibischi är en groddjursart som först beskrevs av Reichle, Lötters och De la Riva 200.  Oreobates ibischi ingår i släktet Oreobates och familjen Strabomantidae. IUCN kategoriserar arten globalt som livskraftig. Inga underarter finns listade i Catalogue of Life.